# فوزي البرازي
فوزي البرازي (ولد في 22 ماي سنة 1977 بمدينة بركان) لاعب كرة قدم مغربي شارك في الألعاب الأولمبية الصيفية 2000

## روابط خارجية
- فوزي البرازي على موقع الاتحاد الدولي (مؤرشف)  (الإنجليزية)
- فوزي البرازي على موقع رابطة كرة القدم الفرنسية للمحترفين (الإنجليزية)
- فوزي البرازي على موقع قاعدة بيانات كرة القدم.إي يو (الإنجليزية)
- فوزي البرازي على موقع ناشيونال فوتبول تيمز (الإنجليزية)
- فوزي البرازي على موقع أوليمبيديا (الإنجليزية)